# أديشة
أَدِيشَة (بالهندستانية: اڈيشہ) ولاية في شرقي الهند عاصمتها بُوبَنَيْشَر، وقد كانت تسمى إلى عهد حديث أَرِيسَة (بالهندستانية: اڑیسہ). هي الولاية الثامنة من حيث المساحة والحادية عشرة من حيث عدد السكان بتعداد سكاني يزيد عن 41 مليون نسمة. يوجد الولاية ثالث أكبر عدد من القبائل المجدولة في الهند. تحدها ولاية جاركند والبنغال الغربية من الشمال وجتسكر من الغرب وآندرة برديش من الجنوب. يبلغ طول ساحل الولاية 485 كيلومتر (301 ميل) على خليج البنغال في المحيط الهندي. تُعرف أيضا باسم أُتْكَلَة وهو الاسم المذكور في النشيد الوطني الهندي جانا غانا مانا. اللغة الولاية الرئيسية اللغة الأوريا هي واحدة من اللغات الكلاسيكية في الهند.
تشابه حدود الولاية الحالية حدود مملكة كالينجا القديمة التي غزاها الإمبراطور الماوري أشوكا في عام 261 قبل الميلاد في حرب كالينجا. ظهرت الولاية أول مرة عندما أنشئت مقاطعة أريسة في 1 أبريل 1936 من المناطق الناطقة بالأوريا في مقاطعة بهار وأريسة ورئاسة مدراس والمقاطعات الوسطى. يُحتفل في الولاية بـ "يوم أديشة" في 1 أبريل. كانت كوتاك أول عاصمة للوقت عهد أنانتافارمان تشوداجانجا حوالي عام ق. 1135، وظلت عاصمة الحتى أصبحت بوبنيشر العاصمة.
يُعد اقتصاد أديشة الخامس عشر من حيث الحجم بين اقتصادات الولايات في الهند، مع ناتج محلي إجمالي يبلغ 5.86 ترليون روبية هندية (97 مليار دولار أمريكي) ونصيب الفرد من الناتج المحلي الإجمالي 127383 روبية هندية (2٬100 دولار أمريكي). تحتل أديشة المرتبة 32 بين الولايات الهندية في مؤشر التنمية البشرية.

## التأثيل
المصطلحان أديشة وأريسة (بالأوريا: ଓଡ଼ିଶା، Oṛissa) مأخوذان من الكلمة البراكريتية القديمة "Odda Visaya" التي وردت في نقش Tirumalai المؤرخ لعام 1025 وقت راجندرا تشولا الأول. سميت الباسم "أودرا رشترا" أو أديشة المهابهاراتا التي ترجمتها سارالا داس في القرن الخامس عشر. تذكر نقوش كابيليندرا ديفا من مملكة غاجاباتي (1435-1467) على جدران المعابد في بوري الباسم أديشة أو أديشة راجيا.
غيرت الترجمة الإنجليزية لاسم ଓଡ଼ିଶା من "Orissa" إلى "Odisha" في عام 2011، واسم لغتها من "Oriya" إلى "Odia"، وذلك بإقرار مشروع قانون أريسة (تغيير الاسم) لعام 2010 ومشروع قانون الدستور (التعديل 113) لعام 2010 في البرلمان. كما غيرت الترجمة الهندية من उड़ीसा (uṛīsā) إلى ओड़िशा (or̥iśā). وافق مجلس النواب لوك سابها بعد مناقشة قصيرة على مشروع القانون والتعديل في 9 نوفمبر 2010. أقر مجلس الشيوخ راجيا سابها مشروع القانون والتعديل في 24 مارس 2011. غيرت تهجئة النطق الإنجليزي والهندي لتصبح متوافقة مع النطق الصوتي في اللغة الأوريا. نتج الخاطئ الأساسي في ترجمة النصوص القائم على نسخ هنتري المعيار الوطني الرسمي للترجمة الصوتية.

## التاريخ

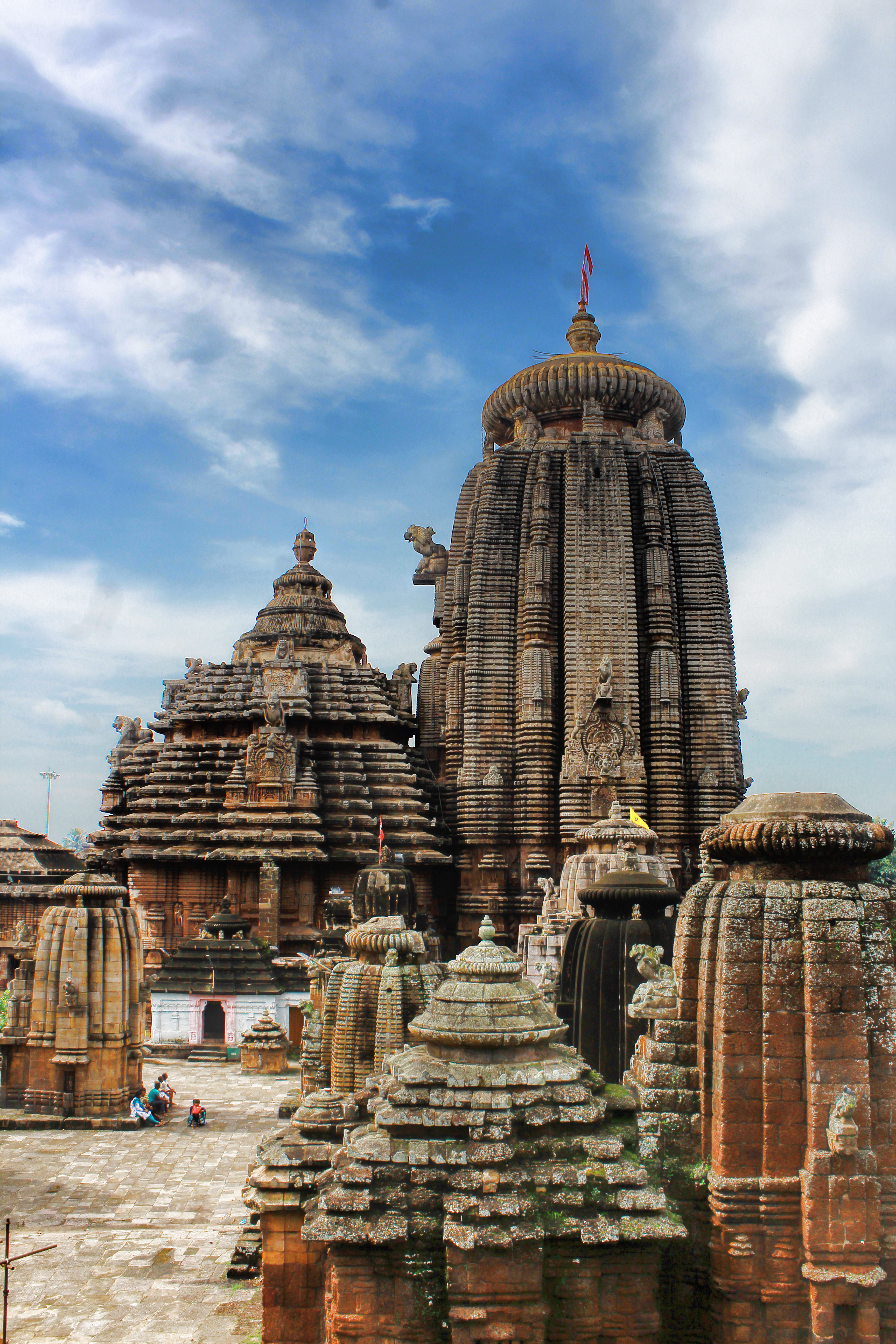
معبد لينغاراجا الذي بناه ملك سومافانشي جاجاتي كيشاري

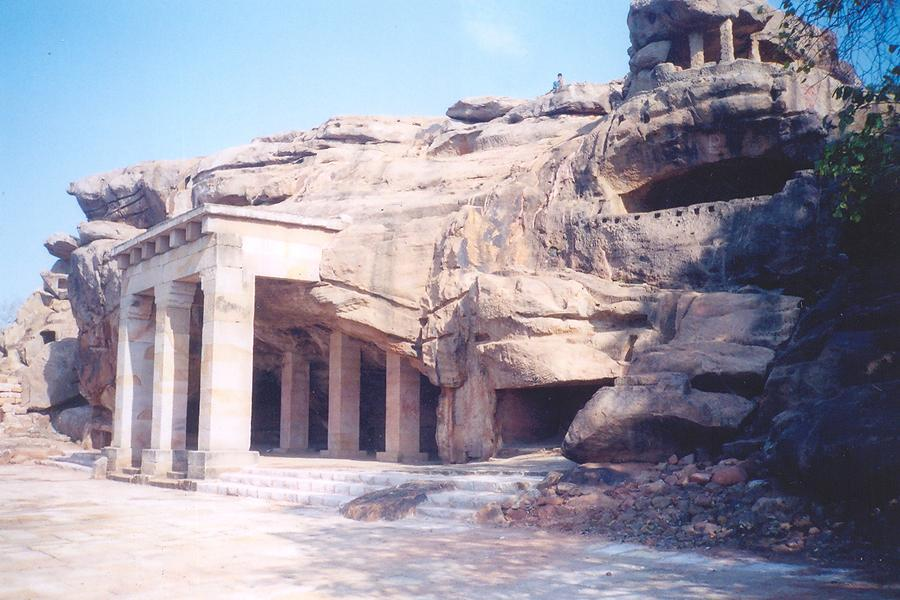
Hathigumpha على تلال Udayagiri بنيت في ج. 150 قبل الميلاد

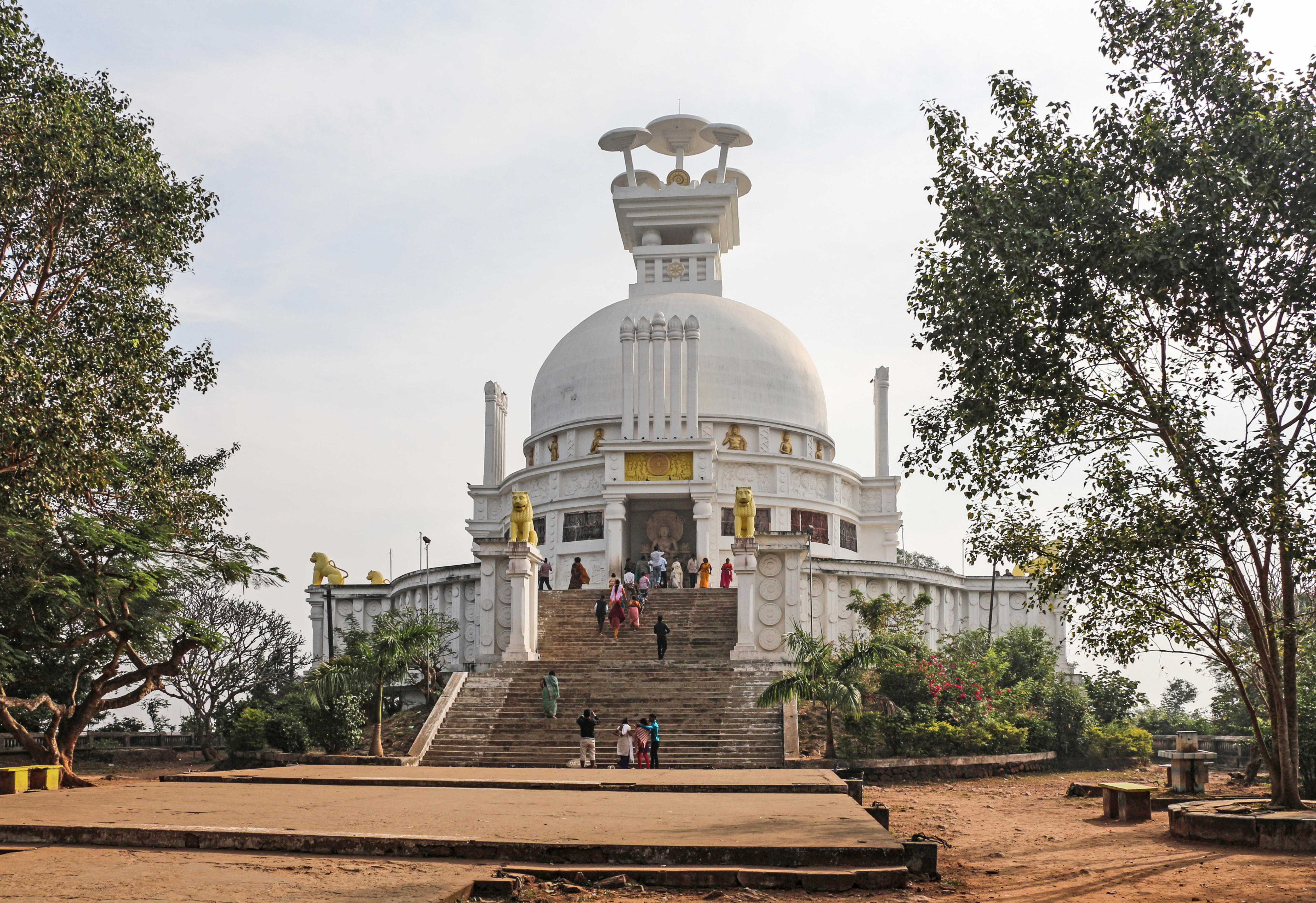
شانتي ستوبا في داهولي هو الموقع الذي دارت فيه حرب كالينجا في 260 قبل الميلاد

عثر أدوات أشولينية تعود للعصر الحجري القديم السفلي في مناطق متفرقة في الولاية، في دلالة على وجود استيطان بشري مبكر. ذُكرت كالينجا في نصوص قديمة كماهابهاراتا وفايو بورانا وماهاجوفيندا سوتنتا. يذكر العالم السياسي سوداما ميسرا أن كالينجا جانابادا كانت تشمل منطقتي بوري وغانجام. كما ذكر شعب سابار في أديشة في ماابهاراتا. ويُذكر في بودهايانا أن كالينجا لم تكن تأثرت بالتقاليد الفيدية في ذلك الوقت لأنها كانت تتبع التقاليد القبلية بالأساس.
غزا الإمبراطور الماوري أشوكا كالينجا في حرب كالينجا الدموية عام 261 قبل الميلاد، في السنة الثامنة من حكمه. ذكر في مراسيمه أن هذه الحرب أسفرت عن مقتل حوالي 100,000 شخص وأُسر 150,000 وتضرر الكثيرون. ويُقال إن الدمار والمعاناة الناتجة عن الحرب أثرت على أشوكا لترك الحروب واعتناق البوذية.
غزا الإمبراطور خارافيلا، الذي ربما كان معاصرًا لديميتريوس الأول البختري جزءًا كبيرًا من شبه القارة الهندية في عام 150 قبل الميلاد. كان خارافيلا حاكمًا جاينيًا وبنى ديرًا على قمة تل أوداياجيري. ثم حكمت الملوك مثل سمودراجوبتا وشاشانكا وأصبحت تتبع إمبراطورية هارشا.
ثم بدأ ملوك سلالة Somavamsi في توحيد الحتى حكم الياياتي الثاني بأكملها حوالي عام 1025 ميلاديًا. يُعتقد أن ياياتي الثاني قد بنى معبد لينجاراج في بوبنيشر. خلفهم من الحكم سلالة الجانج الشرقية التي من أبرز حكامها أنانتافارمان تشوداجانجا الذي أعاد بناء معبد شري جاغاناث الحالي في بوري حوالي عام 1135، وناراسيمهاديفا الأول الذي بنى معبد كونارك حوالي عام 1250.
تلتها مملكة جاجاباتي التي قاومت جيوش سلطنة مغول الهند التي كانت تغزو الحتى سقطت بيد سلطنة البنغال التابعة لمغول الهند عام 1568. هُزم موكوندا ديفا الذي يُعتبر آخر ملك مستقل لكالينجا وقُتل في معركة ضد يد المتمرد راماشاندرا بهانجا الذي قتله بايزيد خان كاراني. قاد مان سينغ الأول حاكم بهار آنذاك جيشًا للاستيلاء على أديشة في عام 1591 دخلت التحت إمرته بسبب ضعف حكم البنغال بعد وفاة قطلو خان لوهاني، لكن جيوش البنغال خرقت المعاهدة بمهاجمة بلدة بوري. عاد مان سينغ إلى الفي عام 1592 ثم استقرت الأوضاع في المنطقة.
تخلى نواب البنغال علي وردي خان عن اللإمبراطورية ماراثا في عام 1751. استولى البريطانيون على سيركار الشمالية، التي تشمل الساحل الجنوبي لأديشة، بعد للحرب الكارناتيكية الثانية في عام 1760 ودمجوها تدريجياً في رئاسة مدراس. أخرج البريطانيون الماراثا من بوري كوتاك في أديشة في الحرب الإنجليزية الماراثية الثانية في عام 1803 وضموا المقاطعات الشمالية والغربية من أديشة إلى حكم البنغال.
ضربت مجاعة الفي عام 1866 وسببت وفاة حوالي مليون شخص. بعد ذلك نفذت مشاريع ري كبيرة. تأسست منظمة Utkal Saممilani في 1903 وطالبت بتوحيد المناطق الناطقة بالأوريا في ولاية واحدة. أنشئت مقاطعة بهار وأريسة في 1 أبريل 1912. فصلت بيهار وأريسة إلى مقاطعتين منفصلتين في 1 أبريل 1963. ظهرت مقاطعة أريسة الجديدة على أساس لغوي في الحكم البريطاني في الهند وأصبح السير جون أوستن هوباك كأول حاكم لها. وقعت 27 ولاية أميرية على وثيقة الانضمام إلى ولاية أريسة بعد استقلال الهند في 15 أغسطس 1947. انضمت معظم ولايات أريسة الإقطاعية، وهي مجموعة من الولايات الأميرية، إلى أريسة بعد انهيار اتحاد الولايات الشرقية في عام 1948.

## الجغرافيا

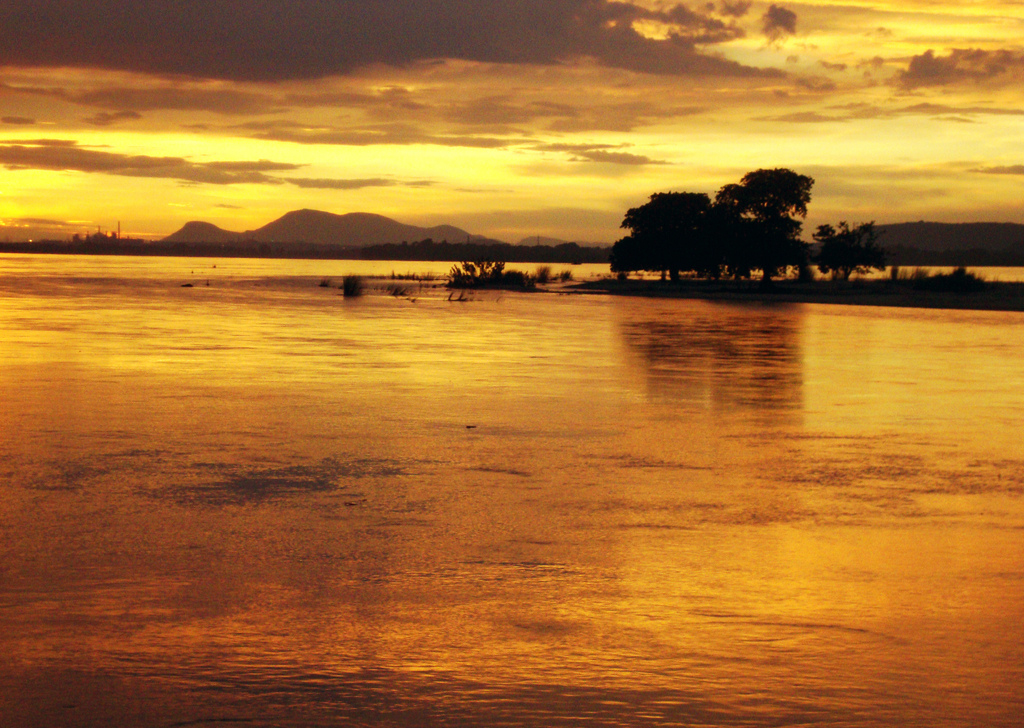
نهر مهاندى بالقرب من كوتاك

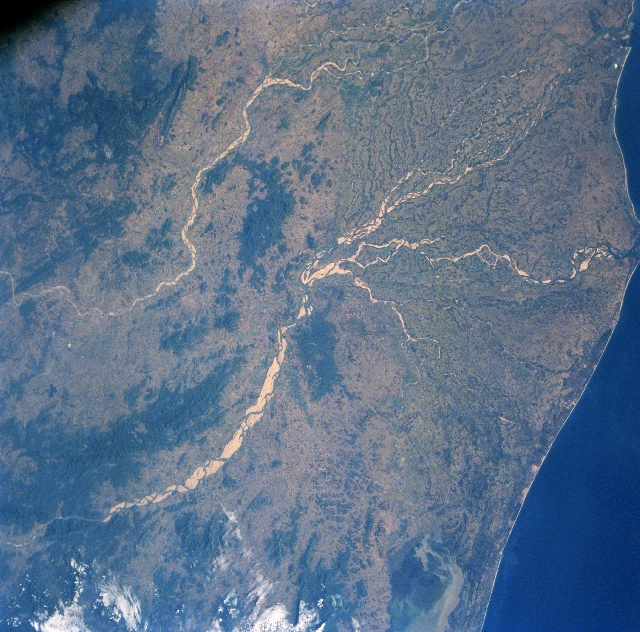
صورة جوية لدلتا نهر ماهانادي

تقع ولاية أديشة بين خطوط العرض 17.780 شمالًا و22.730 شمالًا، وخطوط الطول 81.37 شرقًا و87.53 شرقًا. تبلغ مساحتها 155,707 كيلومتر مربع أي 4.87% من إجمالي مساحة الهند بساحل يبلغ طوله 450 كيلومترا. يتألف شرق الولاية من سهل ساحلي من نهر سوبارناريخا في الشمال إلى نهر روشيكوليا في الدنوب. ومن أشهر مناطق السهل بحيرة تشيلكا الخصبة الغنية بالطمي المترسب من الأنهار الستة الرئيسية المتدفقة إلى خليج البنغال: سوبارناريخا وبودابالانجا وبيتاراني وبراهماني وماهانادي وروشيكوليا. يقع المعهد المركزي لبحوث الأرز وهو معهد بحثي دولي تعترف به منظمة الأغذية والزراعة على ضفاف نهر ماهانادي في كوتاك. السهل الساحلي عرضة للأعاصير خاصة في البين بوري وبهادراك.
تغطي الجبال ثلاثة أرباع مساحة الولاية وتشكل الأنهار وديانًا عميقة وواسعة خصبة بها كثافة سكانية عالية. تضم أديشة أيضًا هضابًا ومرتفعات أقل من الهضاب. أعلى نقطة في الولاية هي جبل ديومالي بارتفاع 1672 مترًا في كورابوت ومن أبرز القمم الأخرى: سينكرم بارتفاع 1620 مترًا وجوليكودا بارتفاع 1617 مترًا وإندريكا بارتفاع 1582 مترًا.

### المناخ
تمر الولاية بأربعة مواسم جوية: الشتاء (من يناير إلى فبراير) وموسم ما قبل الرياح الموسمية (من مارس إلى مايو) وموسم الرياح الموسمية الجنوبية الغربية (من يونيو إلى سبتمبر) وموسم الرياح الموسمية الشمالية الشرقية (من أكتوبر إلى ديسمبر). بينما يُقسم العام محليًا إلى ستة مواسم تقليدية أو روتوس: جريشما (الصيف) والبرشاء (موسم الأمطار) وشاراتا (الخريف) وهيمانتا (الندى) وشيتا (الشتاء) وباسانتا (الربيع).
| متوسط درجة الحرارة وهطول الأمطار لمحطات الأرصاد الجوية | متوسط درجة الحرارة وهطول الأمطار لمحطات الأرصاد الجوية | متوسط درجة الحرارة وهطول الأمطار لمحطات الأرصاد الجوية | متوسط درجة الحرارة وهطول الأمطار لمحطات الأرصاد الجوية | متوسط درجة الحرارة وهطول الأمطار لمحطات الأرصاد الجوية | متوسط درجة الحرارة وهطول الأمطار لمحطات الأرصاد الجوية | متوسط درجة الحرارة وهطول الأمطار لمحطات الأرصاد الجوية | متوسط درجة الحرارة وهطول الأمطار لمحطات الأرصاد الجوية | متوسط درجة الحرارة وهطول الأمطار لمحطات الأرصاد الجوية | متوسط درجة الحرارة وهطول الأمطار لمحطات الأرصاد الجوية | متوسط درجة الحرارة وهطول الأمطار لمحطات الأرصاد الجوية | متوسط درجة الحرارة وهطول الأمطار لمحطات الأرصاد الجوية | متوسط درجة الحرارة وهطول الأمطار لمحطات الأرصاد الجوية |
|                                                        | بوبنيشر (1952–2000)                                    | بوبنيشر (1952–2000)                                    | بوبنيشر (1952–2000)                                    | بالاسور (1901–2000)                                    | بالاسور (1901–2000)                                    | بالاسور (1901–2000)                                    | غوبالبور (1901–2000)                                   | غوبالبور (1901–2000)                                   | غوبالبور (1901–2000)                                   | سامبالبور (1901–2000)                                  | سامبالبور (1901–2000)                                  | سامبالبور (1901–2000)                                  |
|                                                        | الأعلى (°C)                                            | الأدنى (°C)                                            | هطول الأمطار (مم)                                      | الأعلى (°C)                                            | الأدنى (°C)                                            | هطول الأمطار (مم)                                      | الأعلى (°C)                                            | الأدنى (°C)                                            | هطول الأمطار (مم)                                      | الأعلى (°C)                                            | الأدنى (°C)                                            | هطول الأمطار (مم)                                      |
| ------------------------------------------------------ | ------------------------------------------------------ | ------------------------------------------------------ | ------------------------------------------------------ | ------------------------------------------------------ | ------------------------------------------------------ | ------------------------------------------------------ | ------------------------------------------------------ | ------------------------------------------------------ | ------------------------------------------------------ | ------------------------------------------------------ | ------------------------------------------------------ | ------------------------------------------------------ |
| يناير                                                  | 28.5                                                   | 15.5                                                   | 13.1                                                   | 27.0                                                   | 13.9                                                   | 17.0                                                   | 27.2                                                   | 16.9                                                   | 11.0                                                   | 27.6                                                   | 12.6                                                   | 14.2                                                   |
| فبراير                                                 | 31.6                                                   | 18.6                                                   | 25.5                                                   | 29.5                                                   | 16.7                                                   | 36.3                                                   | 28.9                                                   | 19.5                                                   | 23.6                                                   | 30.1                                                   | 15.1                                                   | 28.0                                                   |
| مارس                                                   | 35.1                                                   | 22.3                                                   | 25.2                                                   | 33.7                                                   | 21.0                                                   | 39.4                                                   | 30.7                                                   | 22.6                                                   | 18.1                                                   | 35.0                                                   | 19.0                                                   | 20.9                                                   |
| أبريل                                                  | 37.2                                                   | 25.1                                                   | 30.8                                                   | 36.0                                                   | 24.4                                                   | 54.8                                                   | 31.2                                                   | 25.0                                                   | 20.3                                                   | 39.3                                                   | 23.5                                                   | 14.2                                                   |
| مايو                                                   | 37.5                                                   | 26.5                                                   | 68.2                                                   | 36.1                                                   | 26.0                                                   | 108.6                                                  | 32.4                                                   | 26.7                                                   | 53.8                                                   | 41.4                                                   | 27.0                                                   | 22.7                                                   |
| يونيو                                                  | 35.2                                                   | 26.1                                                   | 204.9                                                  | 34.2                                                   | 26.2                                                   | 233.4                                                  | 32.3                                                   | 26.8                                                   | 138.1                                                  | 36.9                                                   | 26.7                                                   | 218.9                                                  |
| يوليو                                                  | 32.0                                                   | 25.2                                                   | 326.2                                                  | 31.8                                                   | 25.8                                                   | 297.9                                                  | 31.0                                                   | 26.1                                                   | 174.6                                                  | 31.1                                                   | 24.9                                                   | 459.0                                                  |
| أغسطس                                                  | 31.6                                                   | 25.1                                                   | 366.8                                                  | 31.4                                                   | 25.8                                                   | 318.3                                                  | 31.2                                                   | 25.9                                                   | 195.9                                                  | 30.7                                                   | 24.8                                                   | 487.5                                                  |
| سبتمبر                                                 | 31.9                                                   | 24.8                                                   | 256.3                                                  | 31.7                                                   | 25.5                                                   | 275.8                                                  | 31.7                                                   | 25.7                                                   | 192.0                                                  | 31.7                                                   | 24.6                                                   | 243.5                                                  |
| أكتوبر                                                 | 31.7                                                   | 23.0                                                   | 190.7                                                  | 31.3                                                   | 23.0                                                   | 184.0                                                  | 31.4                                                   | 23.8                                                   | 237.8                                                  | 31.7                                                   | 21.8                                                   | 56.6                                                   |
| نوفمبر                                                 | 30.2                                                   | 18.8                                                   | 41.7                                                   | 29.2                                                   | 17.8                                                   | 41.6                                                   | 29.5                                                   | 19.7                                                   | 95.3                                                   | 29.4                                                   | 16.2                                                   | 17.6                                                   |
| ديسمبر                                                 | 28.3                                                   | 15.2                                                   | 4.9                                                    | 26.9                                                   | 13.7                                                   | 6.5                                                    | 27.4                                                   | 16.4                                                   | 11.4                                                   | 27.2                                                   | 12.1                                                   | 4.8                                                    |

### الحياة البرية
تبلغ مساحة الغابات البرية في أديشة 48,903 كيلومترات مربعة وهي تشكل 31.41% من إجمالي مساحة الولاية كما ذكر في تقرير مسح الغابات في الهند لعام 2012. تُقسم الغابات إلى غابات كثيفة (7,060 كم²) وغابات متوسطة الكثافة (21,366 كم²) وغابات مفتوحة (بدون ظلة، 20,477 كم²) وغابات شجيرات (4,734 كم²). كما تضم الولاية غابات خيزران (10,518 كم²) وغابات مانغروف (221 كم²). تخسر الولاية تدريجيًا غاباتها بسبب التحطيب غير القانوني وإزالة الغابات والتعدين المدمر والتصنيع الحضري ورعي الماشية. لكن حدثت محاولات للحفاظ على الغابات وإعادة التحريج.
غابات أديشة دائمة الخضرة ورطبة وهي مواطنًا مثالية لبساتين الفاكهة البرية بسبب المناخ والأمطار الوفيرة. سجل وجود حوالي 130 نوعًا من الأوركيد في الولاية منها 97 نوعًا في مايوربهانج وحدها، يُعنى بيت الأوركيد في حديقة ناندانكانان بالحفاظ على بعض هذه الأنواع.
من محميات الولاية حديقة سيمليبال الوطنية وهي محمية لنمور البنغال مساحتها 2750 كم² في الجزء الشمالي من مايورباني. تضم الحديقة حوالي 1078 نوعًا من النباتات منها 94 نوعًا من أشجار الفاكهة. نوع الأشجار الرئيس بالحديقة هو الشورية القاسية أما الحيوانات فيعيش في الحديقة حوالي 55 نوعًا من الثدييات مثل ببر بنغالي وأيل أرقط وشخارة وقرد الهند المقدس والغور وفيل هندي وIndian giant squirrel وتفة ونمر هندي ومنتجق هندي وصمبر وزبادة ملقة وخنزير بري. تحتوي الحديقة أيضًا على أكثر من 300 نوع من الطيور مثل مينة التل الشائعة وأبو قرن هندي رمادي وIndian pied وMalabar pied hornbills. وتضم حوالي 60 نوعًا من الزواحف والبرمائيات مثل ناشر ملك وbanded krait وtricarinate hill turtle. كما يوجد برنامج لتربية التماسيح في رامتيرثا القريبة.
محمية شانداكا للأفيال وهي محمية مساحتها 190 كم² بالقرب من العاصمة بوبنيشر. حمية البسبب التوسع الحضري والرعي الجائر الذي أدى إلى تقلص الغابات أُجبر قطعان الأفيال على الهجرة بعيدًا وزيادة الصراعات بين الأفيال والبشر حدث بها أحيانًا إصابات ووفيات. فقت بعض الأفيال في صراعات مع القرويين والبعض الآخر أثناء الهجرة بعد التعرض للصعق بالكهرباء بالخطأ بسبب خطوط الكهرباء أو الاصطدام بالقطارات. تقتل الأفيال خارج المحمية للحصول على العاج. كان يوجد في الولاية حوالي 80 فيل في عام 2002 لكن هذا العدد انخفض إلى 20 فيل في عام 2012. العديد منها هاجرت إلى محمية باربرا وتشيليكا ونايجارا وأثاغاد. تضم المحمية أيضًا النمور وقطط الغابة وقطعان الأيل الأرقط.
تمتد حديقة بهيتاركانيكا الوطنية على مساحة 650 كيلومترًا مربعًا في كندرابارا، منها 150 كيلومترًا مربعًا من غابات المانغروف. يعد شاطئ Gahirmatha في بهيتاركانيكا أكبر موقع تعشيش لجأة ردلي الزيتونية في العالم. أطلق خفر السواحل الهندي عملية أوليفر لحماية هذه السلاحف المهددة بالانقراض في عام 2013. تُعتبر مناطق روشيكوليا في غانجام ومصب نهر ديفي من المناطق الرئيسية الأخرى لتعشيش السلاحف في الولاية. تشتهر محمية بهيتاركانيكا بوجود عدد كبير من تماسيح المياه المالحة وورل الماء الآسيوي وهي ثاني أكبر أنواع السحالي في العالم بالإضافة إلى الأيل الأرقط ومكاك ريسوسي. تُعد أشجار المانغروف موطنًا لعدة أنواع من الكائنات التي تعيش في الطين مثل سمكة نطاط الطين وbarred وBoddart's blue-spotted وgreat blue-spotted mudskipper.
تستقبل بهيتاركانيكا أيضًا العديد من أنواع الطيور المهاجرة في الشتاء. من أشهر أنواع الطيور الموطنة والمهاجرة الرفرافيات (تشمل صياد السمك أسود التاج وصياد السمك الأبيض الطوق ‏ وقرلى مألوف) والبلشونيات (مثل بلشون الليل أسود التاج وبلشون أرمد وبلشون أرجواني وبلشون أخضر الظهر) وغاق هندي ولقلق منفرج المنقار الآسيوي وأبو منجل أسود الرأس وعيوق وكركي ساروس وspotted owlets وعقاب بيضاء البطن. كما عثر على سرطان حدوة الحصان في المحمية الذي يُحتمل أن يكون مهددًا بالانقراض.
بحيرة تشيليكا هي بحيرة منخفضة الملوحة على الساحل الشرقي لأديشة مساحتها 1105 كم². تتصل البحيرة بخليج البنغال عبر قناة ضيقة طولها 35 كم وجزء من دلتا نهر ماهانادي. تغمر المياه الماحلة البحيرة في موسم الجفاف بسبب المد والجزر، بينما تنخفض ملوحتها في موسم الأمطار بسبب للأنهار التي تصب بها. تجذب البحيرة أسرابًا من الطيور المهاجرة من مناطق بعيدة كبحر قزوين وبحيرة بايكال وأجزاء أخرى من روسيا وآسيا الوسطى وجنوب شرق آسيا ولداخ وجبال الهيمالايا في فصل الشتاء. من الإوزيات والخواضات التي وجدت بها صواي أوراسيا وبلبول شمالي وإوزة مخططة الرأس وإوزة ربداء ونحام أكبر وبركة وبلشون جبار.

كما يستوطن في البحيرة عددًا من دلفين إيراوادي المهددة بالانقراض، وشوهد finless porpoise على سواحل الولاية بالإضافة إلى دلفين قاروري الأنف ودلافين سنامية ودلفين دوار. يشتهر Satapada عند الطرف الشمالي الشرقي لبحيرة تشيليكا بكونه موقعًا ممتازًا لمشاهدة الدلافين في بيئتها الطبيعية. وُجد حوالي 2000 دلفين في الولاية في عام 2016.

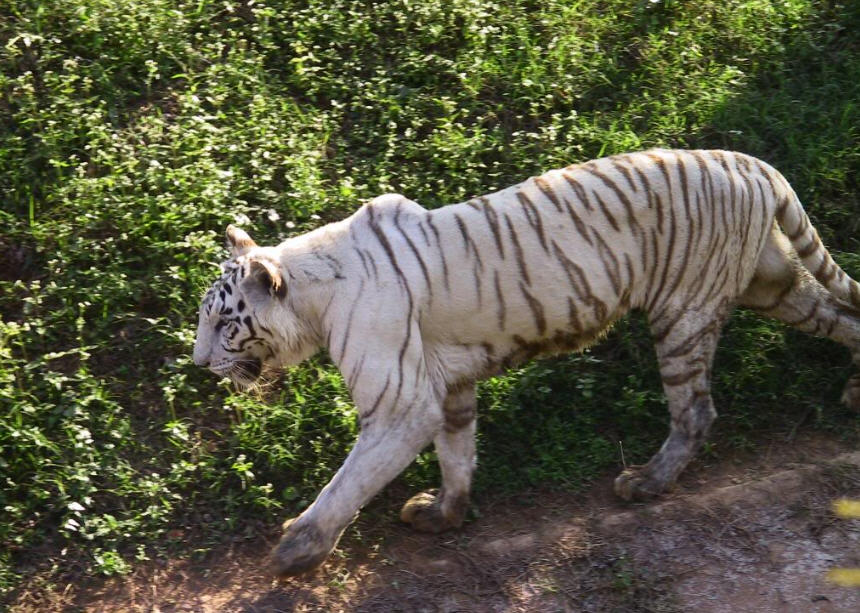
نمر أبيض في Nandankanan Zoo
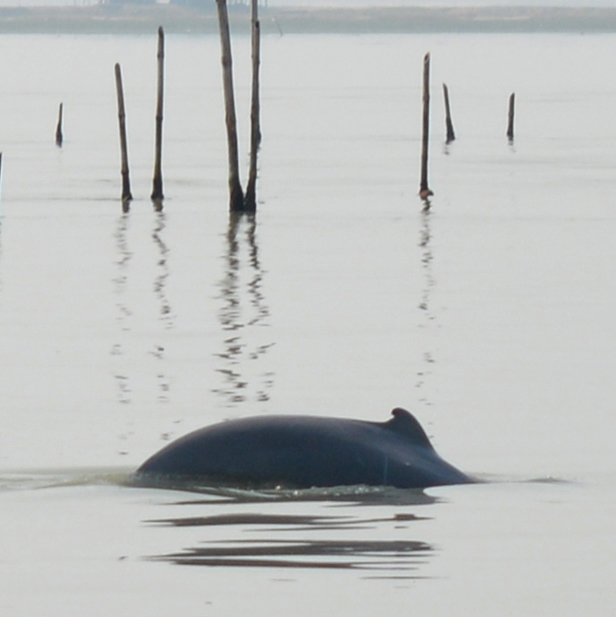
دلفين إيراوادي شوهد في بحيرة تشيليكا
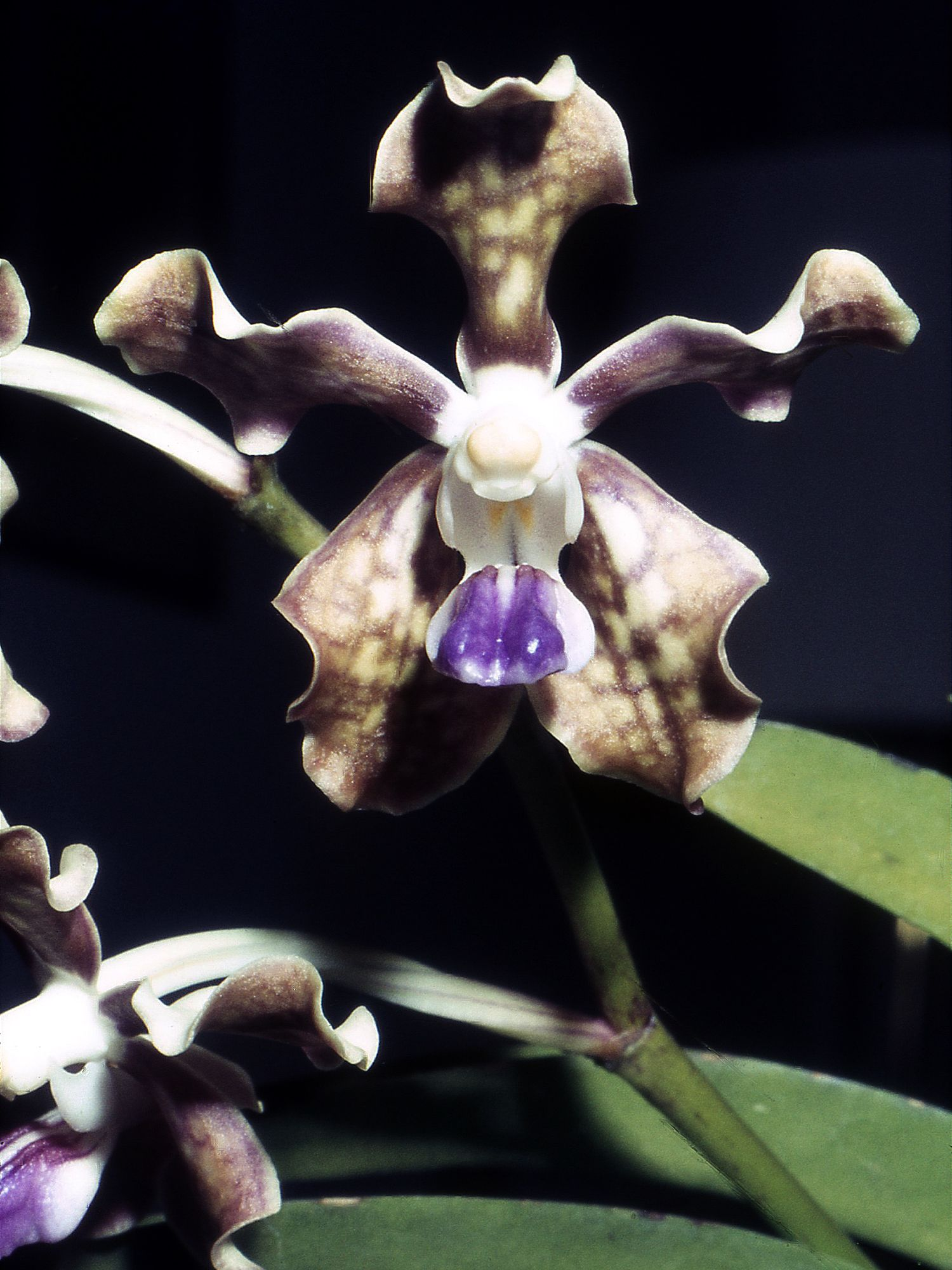
Vanda tessellata واحدة من أنواع الفاكهة الموجودة في أديشة
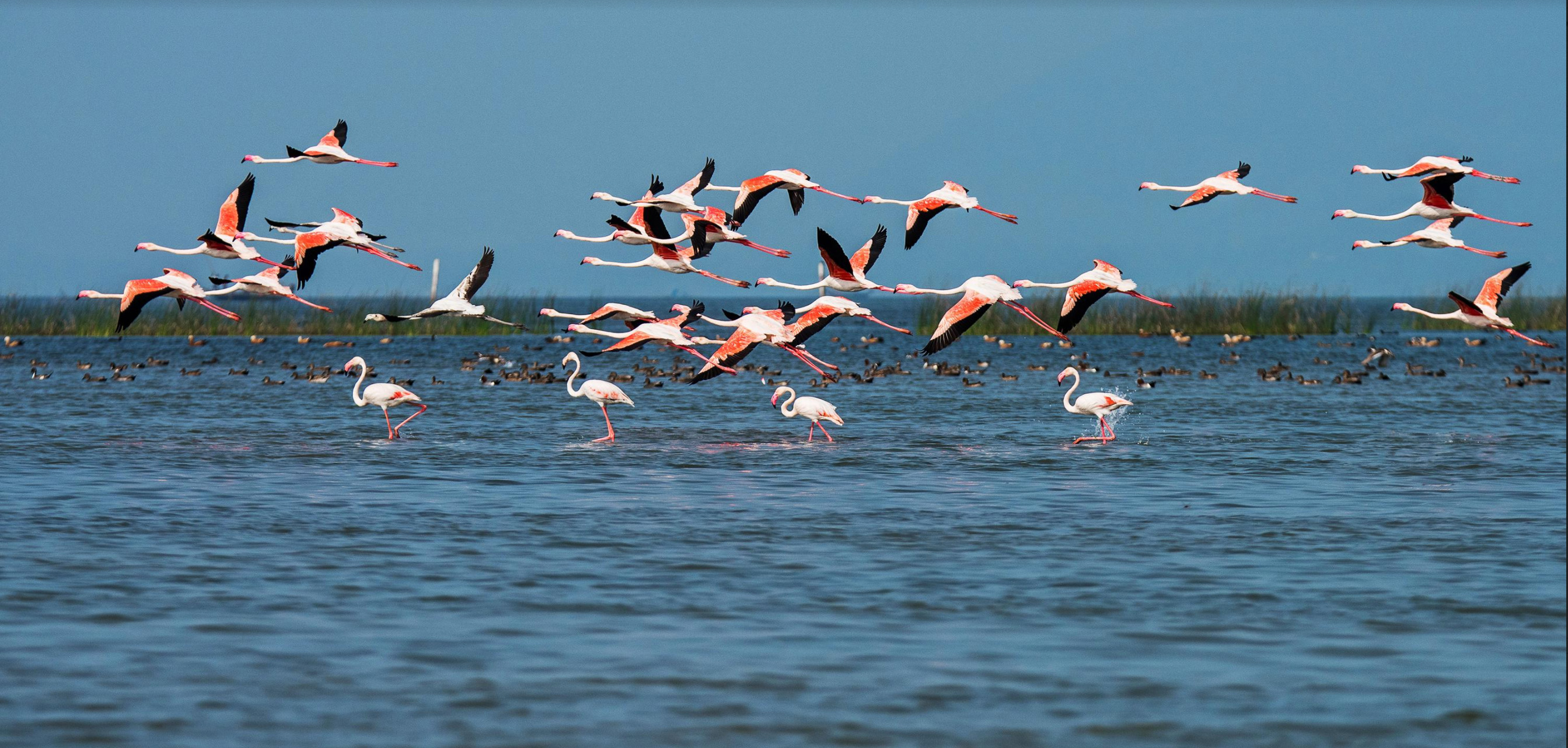
طيور مهاجرة في بحيرة تشيليكا
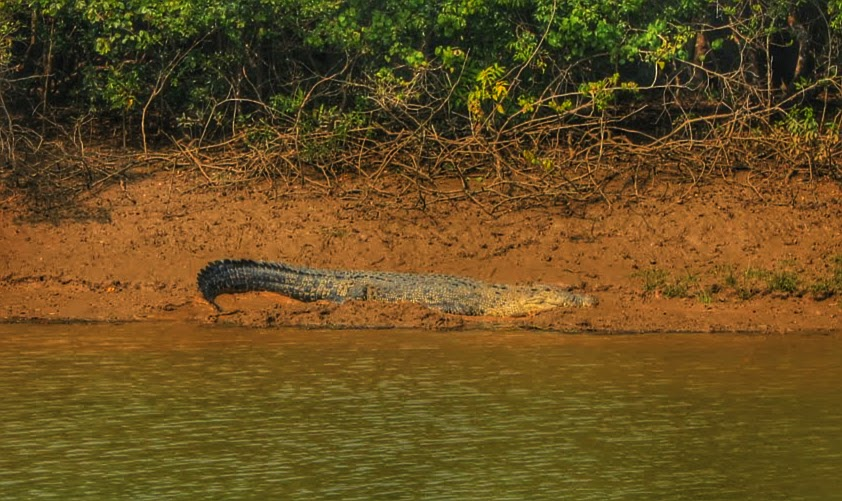
تمساح في حديقة بهيتاركانيكا الوطنية

## الحكومة والسياسة

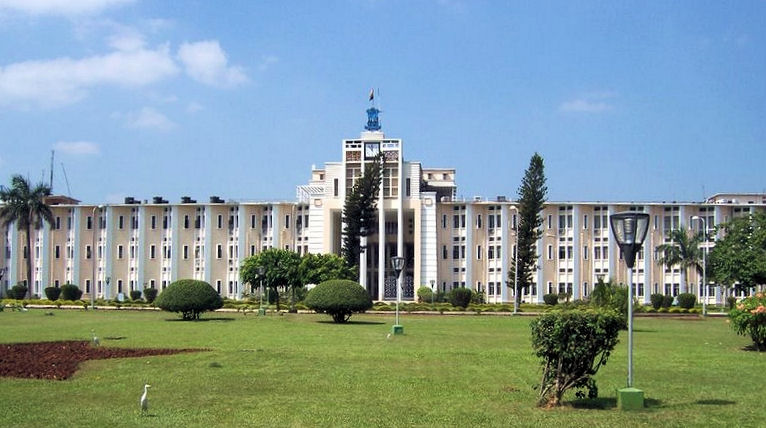
مبنى أمانة ولاية أديشة في بوبنيشر

تتبع جميع الولايات في الهند نظام حكم برلماني يقوم على الاقتراع العام للبالغين. الأحزاب الرئيسية الفاعلة في سياسة أديشة هي حزب بيجو جاناتا دال والمؤتمر الوطني الهندي وحزب بهاراتيا جاناتا. فاز حزب بيجو جاناتا دال تحت قيادة نافين باتنايك في انتخابات الجمعية التشريعية للولاية في 2019 سلطة الولاية لفترة سادسة متتالية. أما حاليًا فالحزب الحاكم هو حزب بهاراتيا جاناتا الذي حقق فوزه الأول في انتخابات الجمعية التشريعية لأديشة في عام 2024 وشكل حكومة أديشة السابع عشر.

### الجمعية التشريعية
تمتلك ولاية أديشة برلمان وحيد الغرفة. تتألف الجمعية التشريعية في أديشة من 147 عضواً منتخباً، ينتخب أصحاب المناصب الخاصة مثل رئيس الجمعية ونائبه من بين أعضاء الجمعية. يتولى رئيس الجمعية أو نائبه في حال غيابه رئاسة الاجتماعات. تُمنح السلطة التنفيذية لمجلس الوزراء بقيادة رئيس الوزراء ويُعتبر الحاكم الرئيس الفخري للولاية ويُعينه رئيس الهند. يُعين الحاكم رئيس الوزراء من بين زعماء الحزب أو الائتلاف الحاصل على الأغلبية في الجمعية التشريعية ويُعين مجلس الوزراء بناءً على توصية رئيس الوزراء يُقدم مجلس الوزراء تقاريره للجمعية التشريعية. يُعرف الأعضاء الـ 147 المنتخبون في الجمعية التشريعية بـ "MLAs" وقد يُرشح الحاكم عضواً واحداً من الجالية الهندية الإنجليزية. تستمر مدة الجمعية خمس سنوات ما لم تُحل قبل ذلك.

### التقسيمات الإدارية

مناطق أديشة

قسمت ولاية أديشة إلى ثلاث أقسام تنقسم إلى ثلاثين مقاطعة. الأقسام هي الشمالية مقرها سامباليور والوسطى مقرها كوتاك والجنوبية مقرها برهامبور. يضم كل قسم عشر مقاطعات ويتولى إدارته مفوض إيرادات القسم (RDC). تقدم هذه المراكز تقاريرها إلى مجلس الإيرادات، الذي يترأسه موظف رفيع المستوى من الخدمة الإدارية الهندية.
| القسم الشمالي (سامباليور)                                                                            | القسم الأوسط (كوتاك)                                                                               | القسم الشمالي (برهاميور)                                                                                 |
| --- | -------------------------------------------------------------------------------------------------- | --- |
| - انجول - بالانجير - بارجاره - ديوغاره - دنكانال - جهرجودا - كونجار - سامبالبور - سونيبور - سندرجاره | - بالاسور - بادراك - كوتاك - جاجتسنغور - Jajpur - كندرابارا - Khordha - مايورباني - نايجارا - بوري | - بوده - جاجاباتي - Ganjam - كالاهاندي - كاندامال - كورابوت - مالكانجاري - نابارنجبور - نوبادا - رايجادا |

يوجد جامع وقاضي مقاطعة في كل مقاطعة تعينهم الخدمة الإدارية الهندية أو ضابط بارز في الخدمة الإدارية بأديشة. الجامع وقاضي المقاطعة يكونان مسؤولين عن جمع الضرائب والحفاظ على النظام والقانون داخل المقاطعة. تُقسم المقاطعة إلى عدة أقسام فرعية يدير كل منها جامع فرعي وقاضي فرعي. وتُقسم هذه الأقسام الفرعية بدورها إلى تحصيلات يتولى إدارتها تاهاسيلدار. هناك 58 قسم فرعي و317 تحصيل و314 كتلة في الولاية.

## الاقتصاد

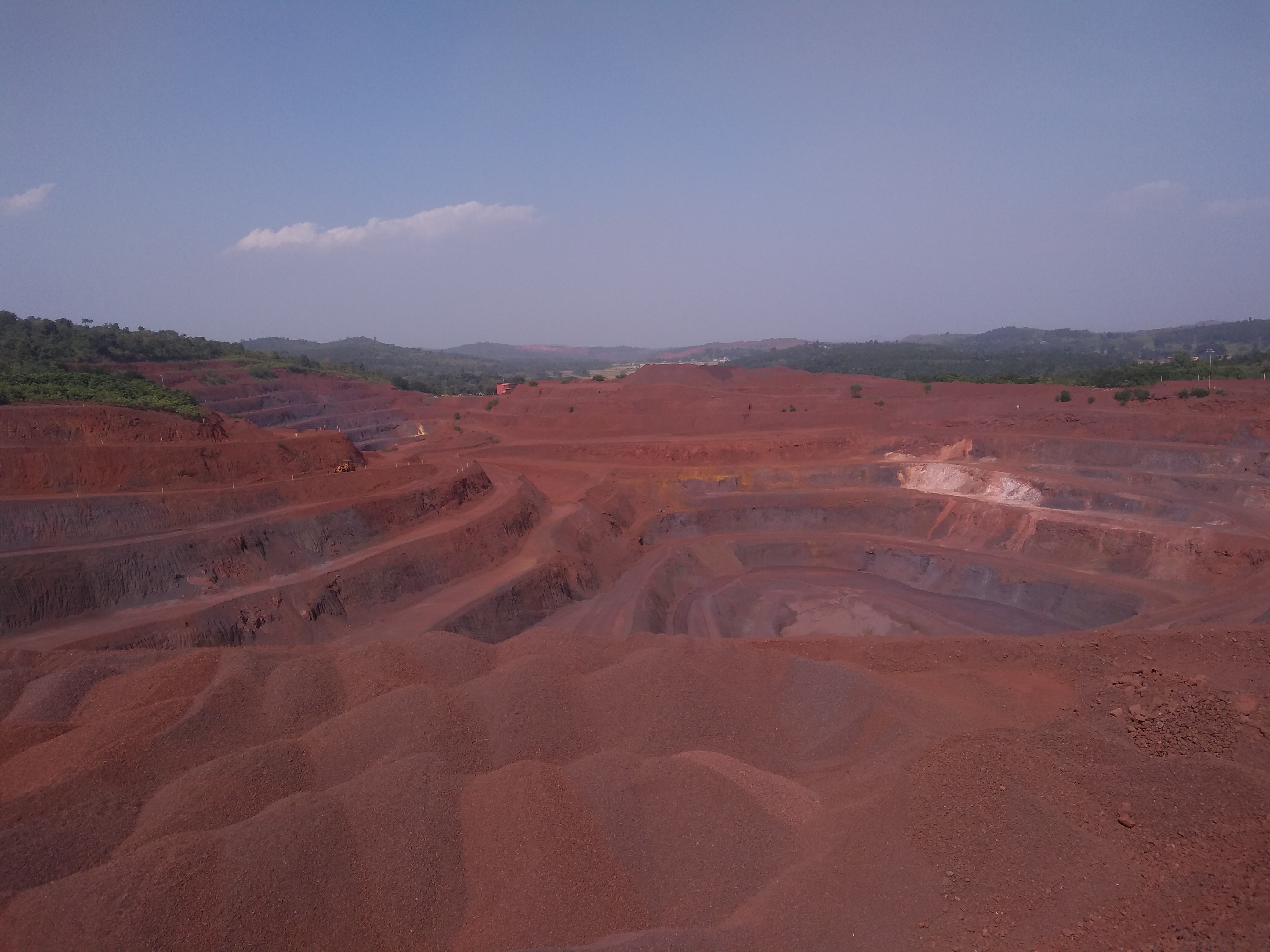
أحد مناجم خام الحديد في كونجار

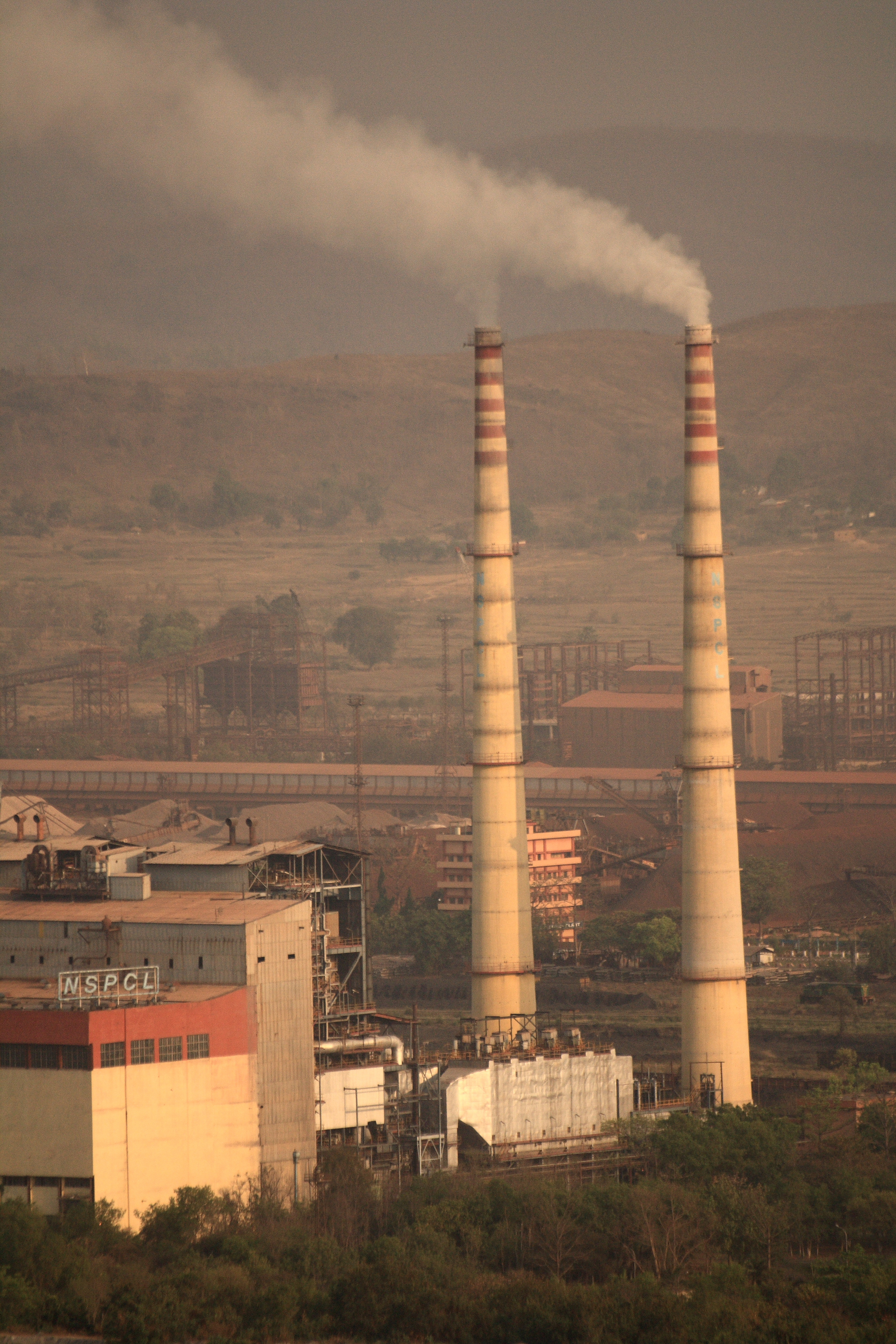
مصنع روركيلا للصلب

شهدت ولاية أديشة نموًا اقتصاديًا متسارعًا بعد جائحة فيروس كورونا. أبلغت وزارة الإحصاءات وتنفيذ البرامج عن نمو ملحوظ في الناتج المحلي الإجمالي للولاية يتجاوز المعدل الوطني. أعلنت وزارة التنمية الحضرية التابعة للحكومة المركزية في يناير 2016 عن قائمة تضم 20 مدينة ستطور لتصبح مدن ذكية من هذه المدن بوبنيشر عاصمة الولاية. وقد رافق الإعلان تخصيص مبلغ 508.02 مليار روبية للتنمية على مدى خمس سنوات.

### الصناعة
تتمتع أديشة بموارد طبيعية غنية وشريط ساحلي طويل، وقد أصبحت وجهة مفضلة للمستثمرين الأجانب بمقترحاتهم الاستثمارية. تمتلك الولاية خُمس احتياطي الفحم في الهند وربع خام الحديد وثلث البوكسيت وغالبية الكروميت. كان مصنع روركيلا للصلب أول مصنع عام متكامل للصلب في القطاع العام بالهند وقد أنشئ بالتعاون مع ألمانيا.
أعلنت شركة Arcelor-Mittal عن خطط لاستثمار 10 مليارات دولار في مشروع ضخم للصلب. وتخطط شركة ماجنيتوجورسك لأعمال الحديد والصلب لإقامة مصنع بطاقة 10 مليون طن متري في أديشة. كما أعلنت شركة نيبون للصلب عن خطط لإنشاء واحد من أكبر وأحدث مصانع الصلب في العالم في أديشة بطاقة إنتاجية تصل إلى 30 مليون طن سنويًا. وتشهد الولاية استثمارات غير مسبوقة في صناعات الألومنيوم ومحطات الطاقة الفحمية والبتروكيماويات وتكنولوجيا المعلومات. تعمل شركة ريلاينس باور على إنشاء أكبر محطة طاقة في العالم بتكلفة 13 مليار دولار في هيرما بجهرجودا.
احتلت أديشة المرتبة الثانية كأكبر وجهة للاستثمار المحلي في الهند بعد ولاية كجرات وقبل ولاية أندرا برديش في عام 2006 في تحليل دراسة ASSOCHAM Investment Meter (AIM) حول استثمارات الشركات. استحوذت أديشة على 12.6% من إجمالي الاستثمارات في البلاد. تلقت الولاية عروض استثمارية بقيمة 2.01 ترليون روبية هندية (تعادل 2٫7 ترليون أو 45 مليار دولار أمريكي في 2025) في عام 2010. القطاعات الرئيسة التي تجذب الاستثمار هما قطاعا الصلب والطاقة.

## النقل

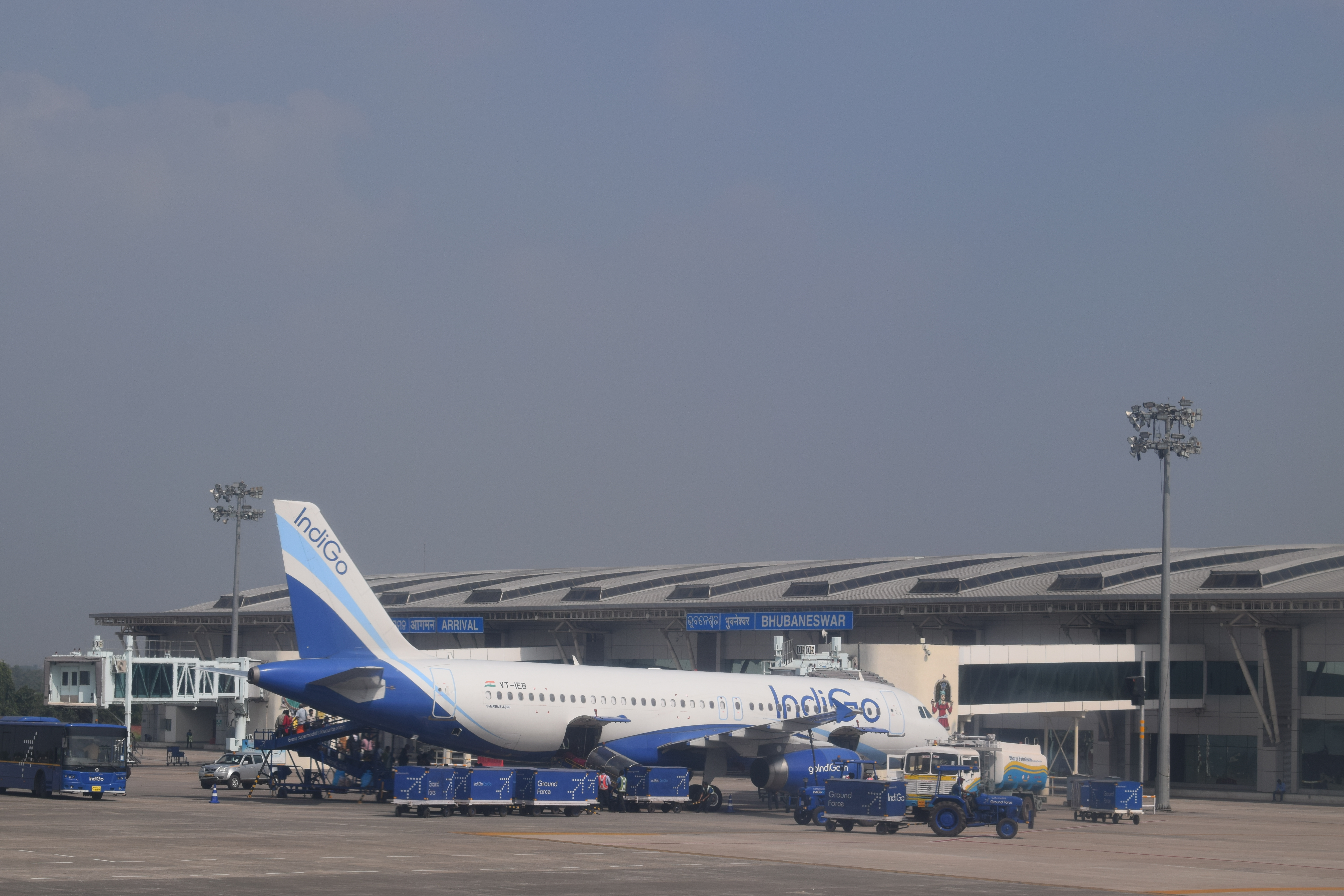
مطار بيجو باتنايك الدولي، بوبنيشر

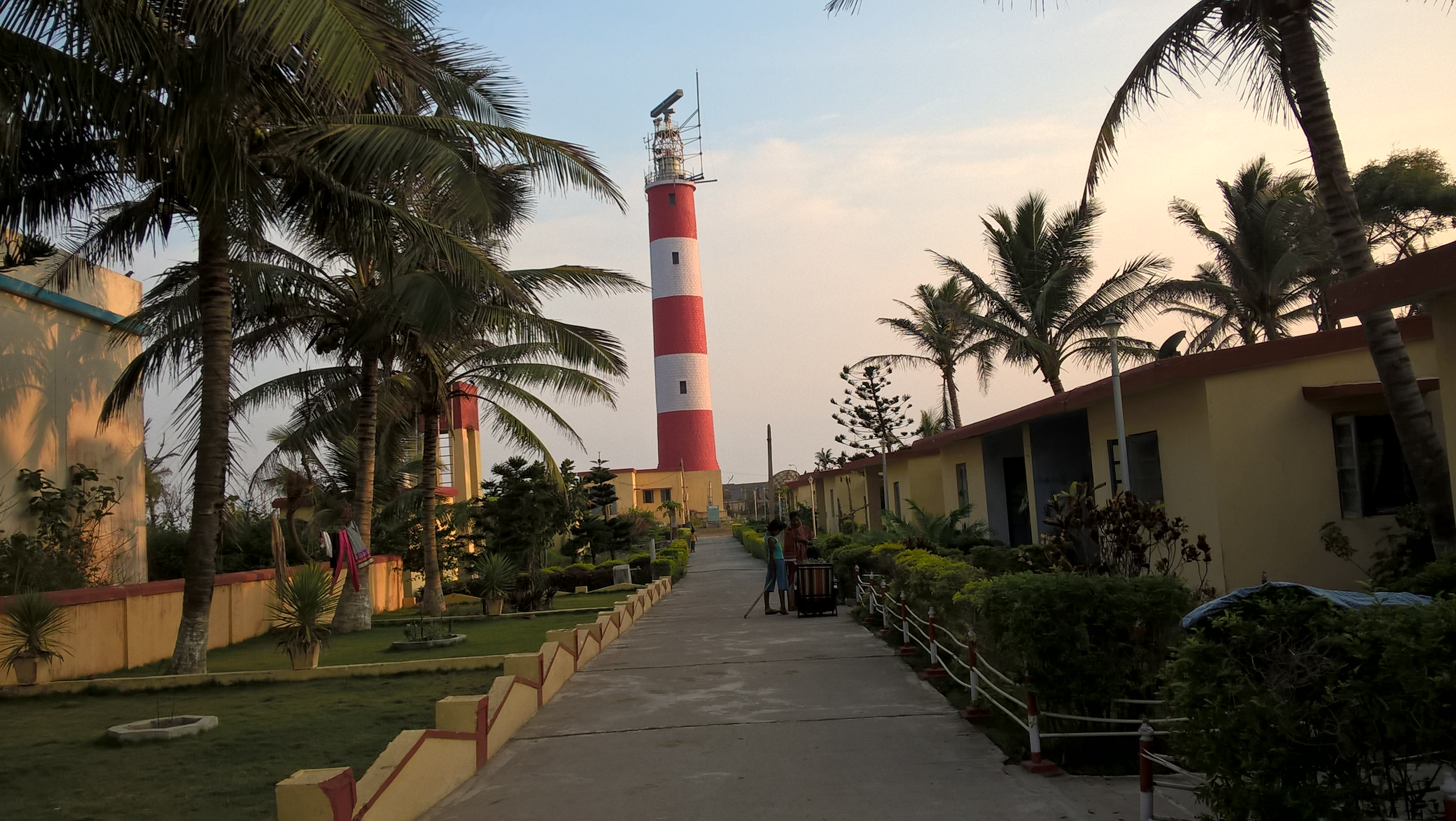
ميناء جوبالبور

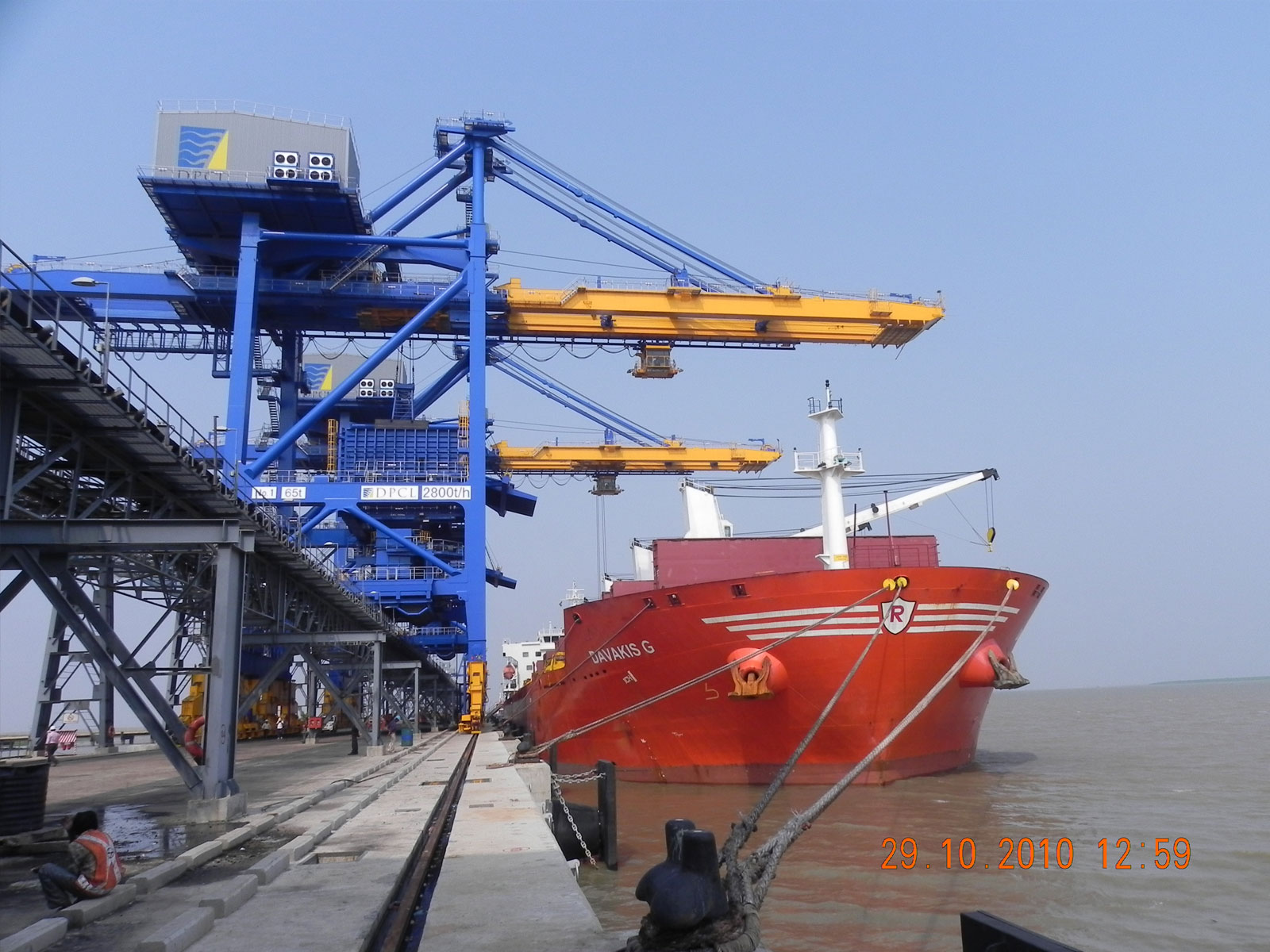
ميناء الضمرة

يوجد في أديشة شبكة من الطرق والسكك الحديدية والمطارات والموانئ. ترتبط بوبنيشر بشكل جيد ببقية الهند عن طريق الجو والسكك الحديدية والطرق. يجري بالمدينة طرق سريعة مساحتها أربعة حارات. اقترح إقامة سكة حديد مترو لربط بين قطارات بين بوري وبوبنيشر وكوتاك. تخطط حكومة أديشة لطريق سريع جديد يربط مطار بيجو باتنايك الدولي في بوبنيشر بمطار شري جاغاناث الدولي المقترح في بوري.

### الطيران
تضم أديشة ثلاثة مطارات عاملة، و16 مهبطًا للطائرات، و16 مهبطًا للطائرات العمودية. حُدث مطار جهارسوغودا ليصبح مطار محلي كامل في مايو 2018. بدأ مطار روركيلا العمل في ديسمبر 2022، وتخطط شركة ميناء الضمرة المحدودة لإنشاء مطار الضمرة على بُعد 20 كيلومترًا من ميناء الضمرة.
- بوبنيشر – Biju Patnaik International Airport
- Jeypore – Jeypore Airport
- Jharsuguda – Veer Surendra Sai Airport
- روكيلا  [لغات أخرى]‏ – Rourkela Airport
- برهامبور  [لغات أخرى]‏ – Rangeilunda Airport
- Bhawanipatna - Utkela Airport

### الموانئ
يبلغ طول ساحل أديشة 485 كيلومترا (301 ميل). في الولاية ميناء رئيسي واحد في باراديب وعدد قليل من الموانئ الصغيرة. مثل:
- ميناء دامارا
- ميناء جوبالبور
- ميناء باراديب
- ميناء سوبارناريخا

## السكان
بلغ إجمالي عدد سكان أديشة 41,974,218 نسمة منهم 21,212,136 ذكرًا (50.54٪) و20,762,082 أنثى (49.46٪) في تعداد عام 2011، أي بمعدل 978 أنثى لكل 1000 ذكر. وقد شهدت الولاية زيادة بنسبة 13.97٪ في عدد السكان مقارنة بعام 2001 مع كثافة سكانية تبلغ 270 نسمة لكل كيلومتر مربع. بلغ معدل القراءة والكتابة 73٪ فبلغت النسبة عند الذكور 82٪ والإناث 64٪ في القراءة والكتابة.
بلغت نسبة الأشخاص تحت خط الفقر 57.15٪، وهو ما يقارب ضعف المعدل الوطني الهندي البالغ 26.10٪ في الفترة ما بين 2004 و2005 خفضت الولاية معدل الفقر بشكل ملحوظ بنسبة 24.6% منذ عام 2005. بلغت نسبة الأشخاص تحت خط الفقر 32.6٪ في التقديرات الحديثة.
تُظهر بيانات الفترة من 1996 إلى 2001 أن متوسط العمر المتوقع في الولاية كان 61.64 سنة وهو أعلى من المتوسط الوطني. معدل المواليد في الولاية هو 23.2 لكل 1000 شخص سنويًا ومعدل الوفيات 9.1 لكل 1000 شخص سنويًا ومعدل وفيات الرضع 65 لكل 1000 ولادة حية ومعدل وفيات الأمهات 358 لكل 1,000,000 ولادة حية. وقد بلغ مؤشر التنمية البشرية في أديشة 0.606 في عام 2018.
| المنطقة    | المقر          | تعداد السكان (2011) | الذكور    | الإناث    | النسبة المئوية في العقد 2001–2011 | نسبة الجنس | الكثافة (كم2) | عدد الأطفال (0–6 سنوات) | نسبة جنس الأطفال | معدل الإلمام بالقراءة والكتابة |
| ---------- | -------------- | ------------------- | --------- | --------- | --------------------------------- | ---------- | ------------- | ----------------------- | ---------------- | ------------------------------ |
| انجول      | أنغول ‏         | 1٬271٬703           | 654٬898   | 616٬805   | 11٫55                             | 942        | 199           | 145٬690                 | 884              | 78٫96                          |
| بالانجير   | Balangir       | 1٬648٬574           | 831٬349   | 817٬225   | 23٫29                             | 983        | 251           | 206٬964                 | 951              | 65٫50                          |
| بالاسور    | Baleswar       | 2٬317٬419           | 1٬184٬371 | 1٬133٬048 | 14٫47                             | 957        | 609           | 274٬432                 | 941              | 80٫66                          |
| بارجاره    | Bargarh        | 1٬478٬833           | 748٬332   | 730٬501   | 9٫84                              | 976        | 253           | 156٬185                 | 946              | 75٫16                          |
| بادراك     | Bhadrak        | 1٬506٬522           | 760٬591   | 745٬931   | 12٫95                             | 981        | 601           | 176٬793                 | 931              | 83٫25                          |
| بوده       | Boudh          | 439٬917             | 220٬993   | 218٬924   | 17٫82                             | 991        | 142           | 59٬094                  | 975              | 72٫51                          |
| كوتاك      | كوتاك          | 2٬618٬708           | 1٬339٬153 | 1٬279٬555 | 11٫87                             | 955        | 666           | 251٬152                 | 913              | 84٫20                          |
| ديوغاره    | Debagarh       | 312٬164             | 158٬017   | 154٬147   | 13٫88                             | 976        | 106           | 38٬621                  | 917              | 73٫07                          |
| دنكانال    | Dhenkanal      | 1٬192٬948           | 612٬597   | 580٬351   | 11٫82                             | 947        | 268           | 132٬647                 | 870              | 79٫41                          |
| جاجاباتي   | Paralakhemundi | 575٬880             | 282٬041   | 293٬839   | 10٫99                             | 1٬042      | 133           | 82٬777                  | 964              | 54٫29                          |
| Ganjam     | Chhatrapur     | 3٬520٬151           | 1٬777٬324 | 1٬742٬827 | 11٫37                             | 981        | 429           | 397٬920                 | 899              | 71٫88                          |
| جاجتسنغور  | Jagatsinghpur  | 1٬136٬604           | 577٬699   | 558٬905   | 7٫44                              | 967        | 681           | 103٬517                 | 929              | 87٫13                          |
| Jajpur     | جاجبور         | 1٬826٬275           | 926٬058   | 900٬217   | 12٫43                             | 972        | 630           | 207٬310                 | 921              | 80٫44                          |
| جهرجودا    | Jharsuguda     | 579٬499             | 297٬014   | 282٬485   | 12٫56                             | 951        | 274           | 61٬823                  | 938              | 78٫36                          |
| كالاهاندي  | Bhawanipatna   | 1٬573٬054           | 785٬179   | 787٬875   | 17٫79                             | 1٬003      | 199           | 214٬111                 | 947              | 60٫22                          |
| كاندامال   | Phulbani       | 731٬952             | 359٬401   | 372٬551   | 12٫92                             | 1٬037      | 91            | 106٬379                 | 960              | 65٫12                          |
| كندرابارا  | Kendrapara     | 1٬439٬891           | 717٬695   | 722٬196   | 10٫59                             | 1٬006      | 545           | 153٬443                 | 921              | 85٫93                          |
| كونجار     | Kendujhar      | 1٬802٬777           | 907٬135   | 895٬642   | 15٫42                             | 987        | 217           | 253٬418                 | 957              | 69٫00                          |
| Khordha    | خوردا          | 2٬246٬341           | 1٬166٬949 | 1٬079٬392 | 19٫65                             | 925        | 799           | 222٬275                 | 910              | 87٫51                          |
| كورابوت    | كورابوت        | 1٬376٬934           | 677٬864   | 699٬070   | 16٫63                             | 1٬031      | 156           | 215٬518                 | 970              | 49٫87                          |
| Malkangiri | Malkangiri     | 612٬727             | 303٬913   | 308٬814   | 21٫53                             | 1٬016      | 106           | 105٬636                 | 979              | 49٫49                          |
| مايورباني  | Baripada       | 2٬513٬895           | 1٬253٬633 | 1٬260٬262 | 13٫06                             | 1٬005      | 241           | 337٬757                 | 952              | 63٫98                          |
| نابارنجبور | Nabarangpur    | 1٬218٬762           | 604٬046   | 614٬716   | 18٫81                             | 1٬018      | 230           | 201٬901                 | 988              | 48٫20                          |
| نايجارا    | نياغره ‏        | 962٬215             | 502٬194   | 460٬021   | 11٫30                             | 916        | 247           | 101٬337                 | 851              | 79٫17                          |
| نوبادا     | Nuapada        | 606٬490             | 300٬307   | 306٬183   | 14٫28                             | 1٬020      | 157           | 84٬893                  | 971              | 58٫20                          |
| بوري       | بوري           | 1٬697٬983           | 865٬209   | 832٬774   | 13٫00                             | 963        | 488           | 164٬388                 | 924              | 85٫37                          |
| رايجادا    | Rayagada       | 961٬959             | 469٬672   | 492٬287   | 15٫74                             | 1٬048      | 136           | 141٬167                 | 955              | 50٫88                          |
| سامبالبور  | Sambalpur      | 1٬044٬410           | 529٬424   | 514٬986   | 12٫24                             | 973        | 158           | 112٬946                 | 931              | 76٫91                          |
| سونيبور    | Sonepur        | 652٬107             | 332٬897   | 319٬210   | 20٫35                             | 959        | 279           | 76٬536                  | 947              | 74٫42                          |
| سندرجاره   | Sundergarh     | 2٬080٬664           | 1٬055٬723 | 1٬024٬941 | 13٫66                             | 971        | 214           | 249٬020                 | 937              | 74٫13                          |

### الدين
الدين في أوديشا (2011)
يشكل الهندوس الأغلبية العظمى من سكان أديشة بنسبة تقدر بحوالي 94٪. أديشة هي موط لعدد من الشخصيات الهندوسية الشهيرة. سمحت حكومة أديشة بدخول جميع الهندوس إلى المعابد، بما في ذلك الداليت وفقًا لقانون تفويض معبد أديشة لعام 1948. يُعتقد أن أقدم نص هندوسي مقدس موجود في الولاية هو مادالا بانجي من معبد بوري والذي يرجع تاريخه إلى عام 1042 م. ومن النصوص الهندوسية الشهيرة في الولاية كتاب أوديا بهاغاباتا من القرن السادس عشر لجاغاناثا داسا.
يمثل المسيحيون في أديشة 2.8٪ من السكان وغالبيتهم من القبائل والداليت. يقيم مسلمو أديشة في المناطق الحضرية الساحلية. ويشكل السيخ والبوذيين والجاينين معًا 0.1٪ من السكان.

### اللغات
لغات أوديشا (2011)

خريطة أديشة اللغوية

اللغة الأوريا هي اللغة الرسمية في ولاية أديشة ويتحدث بها 82.70٪ من السكان حسب تعداد الهند لعام 2011، وهي أيضًا إحدى اللغات الرسمية في الهند. تُستخدم اللغة الإنجليزية لغة رسمية للمراسلات بين الولاية والاتحاد الهندي. تختلف اللغة الأوديا عبر الولاية ولها لهجات عديدة رئيسة: سامبالبوري وكوتاكي وبوري وباليسواري وجانجامي وديسيا وكالاهانديا وفولباني لكن كوتاكي هي الرسمية. هناك أيضًا مجموعات كبيرة تتحدث بلغات هندية أخرى مثل الهندية والتيلوغوية والأردية والبنغالية خاصةً في المدن.
لكل القبائل المتنوعة (آديفاسي) التي تعيش بشكل رئيسي في غرب وجنوب أديشة، لغاتها الخاصة التي تنتمي إلى عائلتي اللغات الموندية والدرافيدية. من اللغات القبلية الرئيسية: السنتالية والكوي والموندارية والهويوية. تتعرض العديد من هذه اللغات لخطر الانقراض لزيادة التواصل بين أفراد الشعب والهجرة والعوامل الاجتماعية والاقتصادية.
تأسست جائزة أكاديمية أديشة ساهيتيا في عام 1957 لتعزيز اللغة والأدب الأودي. أطلقت حكومة أديشة بوابة إلكترونية لدعم اللغة والأدب الأوديا في عام 2018.

### المدن الكبرى
| بوبانسوار كوتاك | 1  | بوبانسوار | Khurda    | 881,988 | Rourkela Brahmapur |
| بوبانسوار كوتاك | 2  | كوتاك     | كوتاك     | 658,986 | Rourkela Brahmapur |
| بوبانسوار كوتاك | 3  | Rourkela  | سندرجاره  | 552,970 | Rourkela Brahmapur |
| بوبانسوار كوتاك | 4  | Brahmapur | Ganjam    | 355,823 | Rourkela Brahmapur |
| بوبانسوار كوتاك | 5  | Sambalpur | سامبالبور | 270,331 | Rourkela Brahmapur |
| بوبانسوار كوتاك | 6  | بوري      | بوري      | 201,026 | Rourkela Brahmapur |
| بوبانسوار كوتاك | 7  | Balasore  | بالاسور   | 144,373 | Rourkela Brahmapur |
| بوبانسوار كوتاك | 8  | Bhadrak   | بادراك    | 121,338 | Rourkela Brahmapur |
| بوبانسوار كوتاك | 9  | Baripada  | مايورباني | 116,874 | Rourkela Brahmapur |
| بوبانسوار كوتاك | 10 | Balangir  | بالانجير  | 98,238  | Rourkela Brahmapur |

## الثقافة

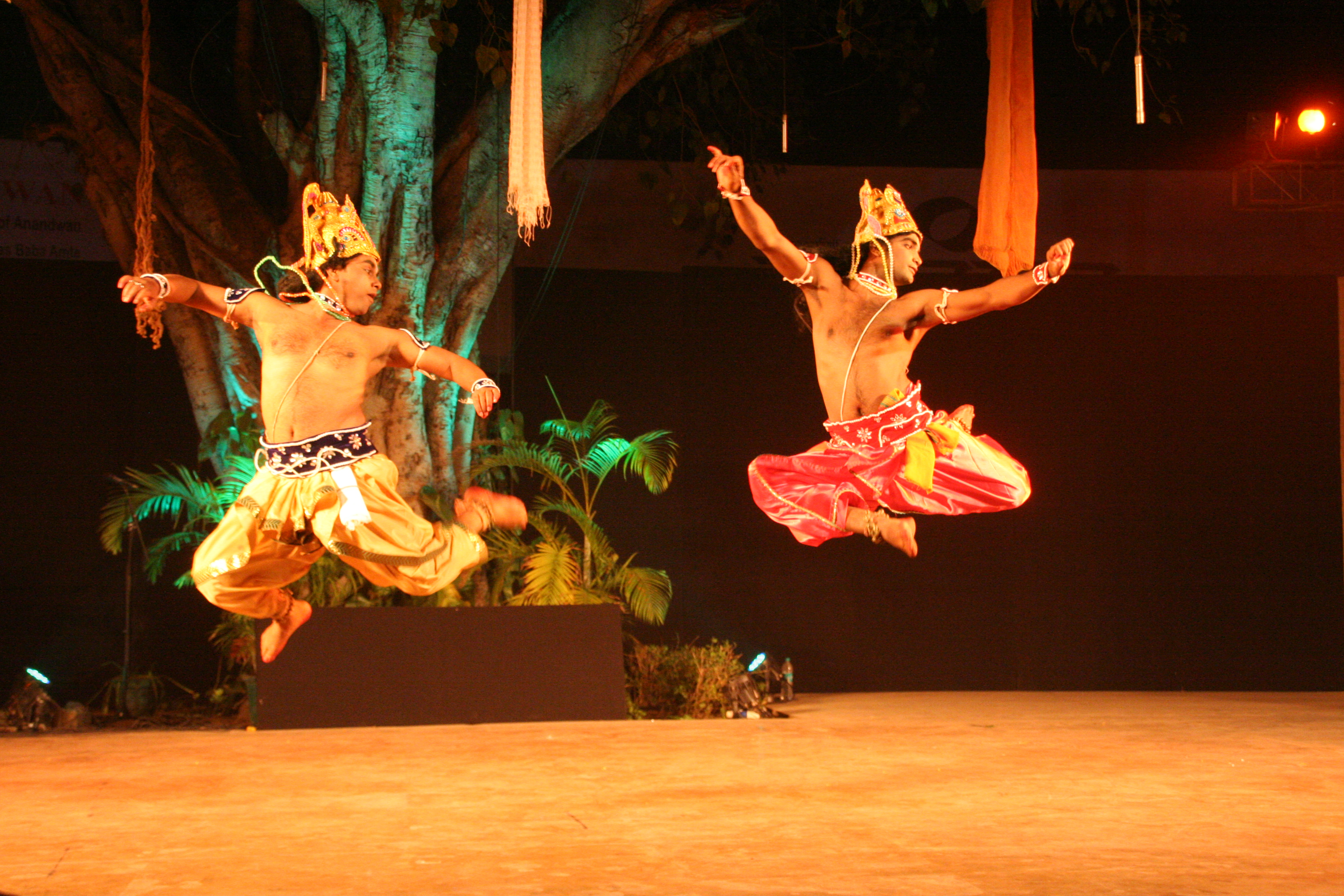
مايوربهانج تشاو

### المطبخ
تتمتع أديشة بتقاليد طهي تاريخية طويلة. يعد مطبخ معبد شري جاغاناث في بوري الأكبر في العالم إذ يشغله 1000 طاهٍ يعملون على 752 موقد طيني يعمل بالحطب يُعرف بـ "تشولا" لتقديم الطعام لأكثر من 10,000 شخص يوميًا.
تشتهر حلوى رسقلة الأديشية بالعالم أجمع. وكذلك حلوى Chhenapoda التي ظهرت في Nayagarh. وقد حصلت الرسقلة الأديشية على علامة GI في 29 يوليو 2019 بعد نزاع طويل حول أصل هذه الحلوى الشهيرة مع ولاية البنغال الغربية.

### الرقص
رقصة أوديسي وموسيقها يُعتبران من أشكال الفن الكلاسيكي. يُعد أوديسي أقدم أشكال الرقص المتبقية في الهند. فالرقصة ذكرت في ناتياشاسترا لبهاراتاموني الذي كُتب على الأرجح حوالي عام 200 قبل الميلاد أي أن عمر الرقصة أكثر من 2000 عام. كاد هذا الرقص أن يندثر تقريبًا في الحقبة البريطانية، ليُعاد إحياؤه بعد استقلال الهند.

## السياحة
من أشهر معابد الولاية معبد Lingaraja في بوبنيشر الذي يرتفع 150 قدمًا (46 مترًا) ومعبد Jagannath في بوري الذي يرتفع 200 قدم (61 مترًا) ومعبد الشمس في كونارك أحد أكبر معابد "المثلث الذهبي المقدس" في منطقة بوري ومعبد سارالا أحد أبرز معالم الشاكتية الواقع في منطقة جاجتسنغور. معبد ما تاريني في منطقة كيندوجهار وهو أحد مواقع الحج الهندوسية يقدم فيه الزوار يومياً آلاف جوز الهند إلى الإلهة ما تاريني لتحقيق أمانيهم.
تضاريس أديشة متنوعة من جبل الغات الشرقية المشجرة إلى الأحواض النهرية الخصبة فيتوفر في الولاية الظروف المثالية لتطور النظم الإيكولوجية المتكاملة والفريدة. يساهم هذا النظم الإيكولوجي في تنوع النباتات ويجذب العديد من أنواع الطيور والزواحف المهاجرة. تشتهر حديقة بهيتاركانيكا الوطنية في منطقة كندرابارا بكونها ثاني أكبر نظام بيئي لأشجار المانغروف وتعتبر محمية الطيور في بحيرة تشيليكا والشلالات في حديقة سيمليبال الوطنية بمنطقة مايورباني، وهذه الحدائق جزءًا لا يتجزأ من السياحة البيئية في أديشة التي تنظمها هيئة السياحة في أديشة.

تشير الإحصائيات إلى أن نسبة السياح الأجانب الذين يزورون الولاية تقل عن واحد في المائة من إجمالي السياح الأجانب الذين يأتون إلى الهند.

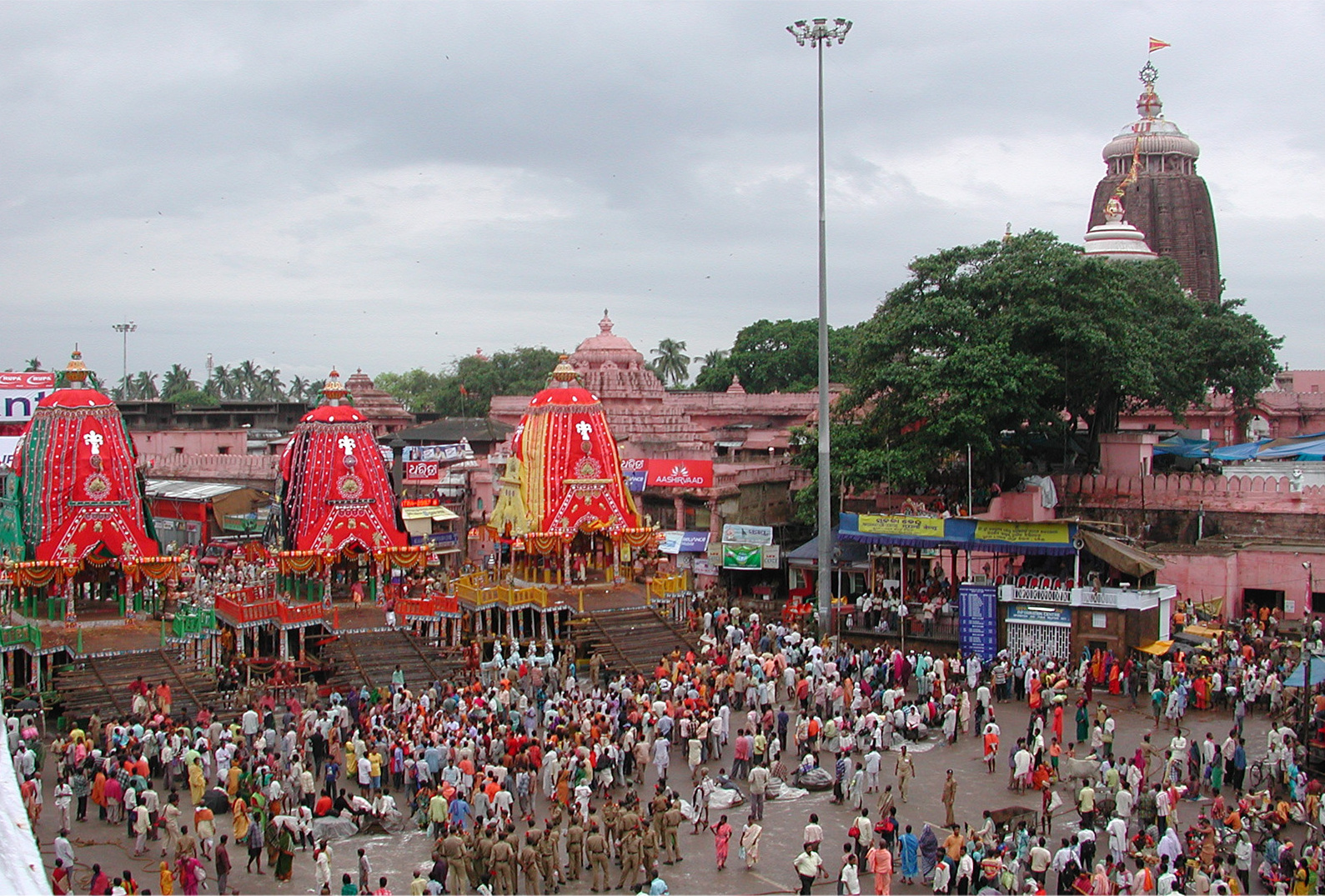
راث ياترا في معبد جاغاناث، بوري
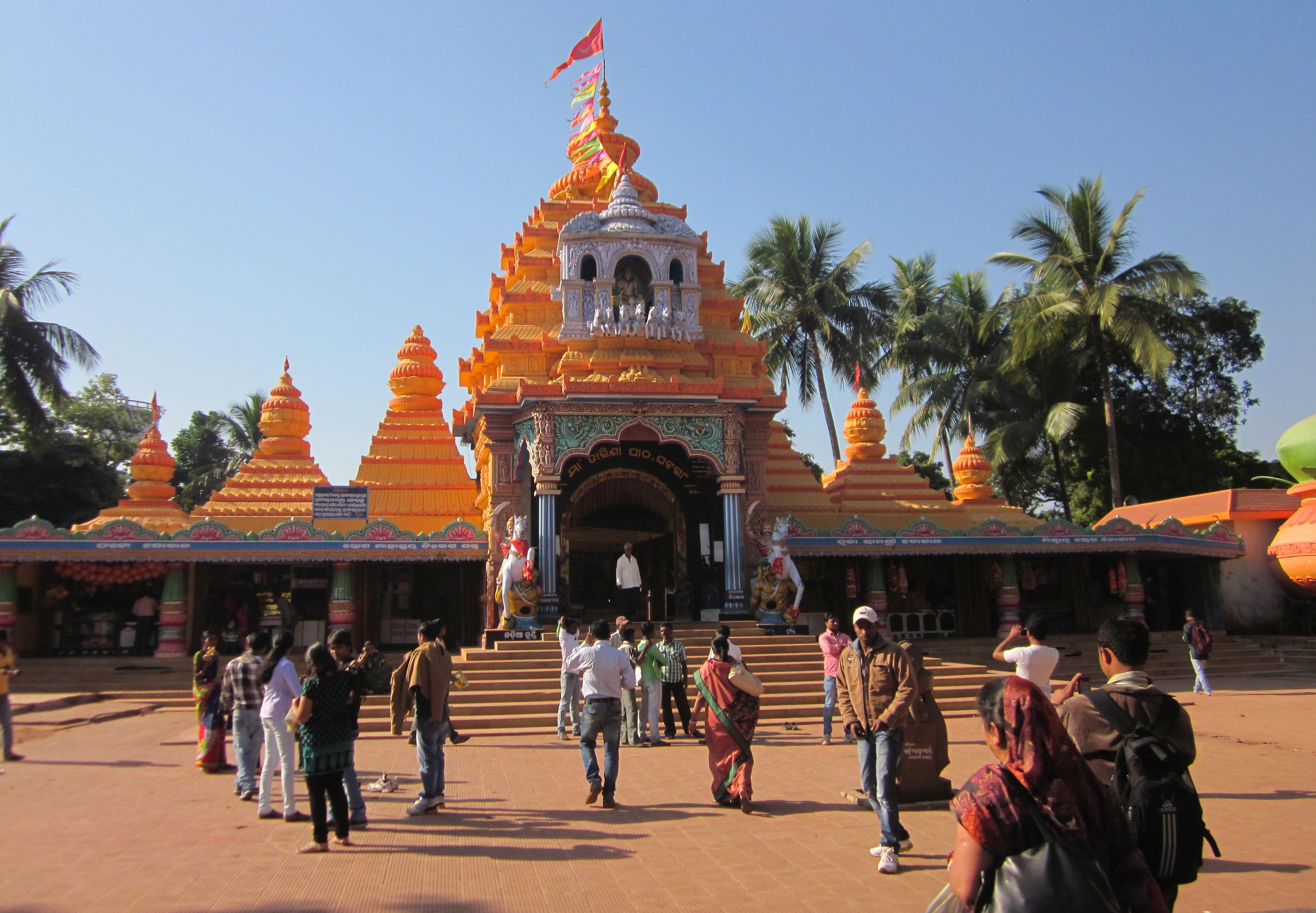
Maa Tarini Temple, Ghatgaon
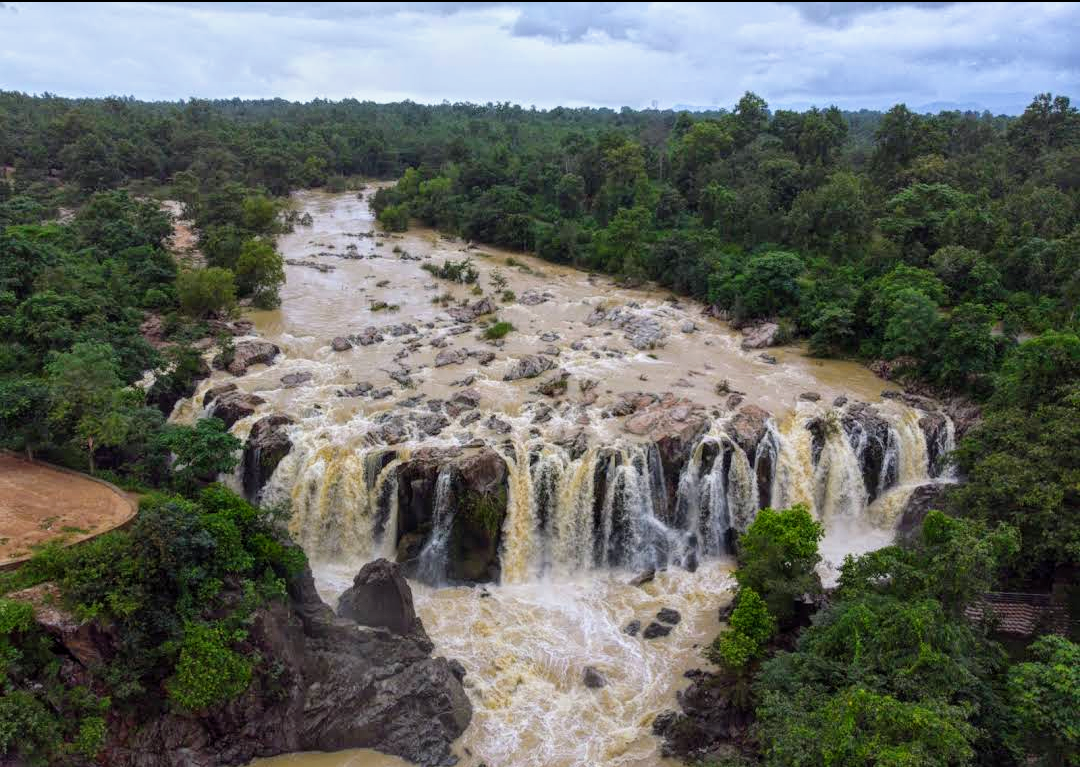
Gundichaghagi waterfall Keonjhar

## أعلام
- هارون رشيد خان